# Индија на Светском првенству у атлетици у дворани 2022.
Индија је учествовала на 18. Светском првенству у атлетици у дворани 2022. одржаном у Београду од 18. до 20. марта девети пут. Репрезентацију Индије представљала су 3 такмичара (2 мушкарца и 1 жена), који су се такмичили у 3 дисциплине (2 мушке и 1 женска).,
На овом првенству такмичари Индије нису освојили ниједну медаљу али су оборили један национални и лични рекорд и један резултат сезоне.
У табели успешности према броју и пласману такмичара који су учествовали у финалним такмичењима (првих 8 такмичара) Етиопија је са 1 учесниом у финалу делила 44. место са 2 бода.
| Плас. | Земља  | 1. место | 2. место | 3. место | 4. место | 5. место | 6. место | 7. место | 8. место | Бр. финал. | Бод. |
| ----- | ------ | -------- | -------- | -------- | -------- | -------- | -------- | -------- | -------- | ---------- | ---- |
| =44.  | Индија | 0        | 0        | 0        | 0        | 0        | 0        | 1        | 0        | 1          | 2    |

## Учесници
| Мушкарци: - .Срешанкар — Скок удаљ - Тајиндерпал Синг Тор — Бацање кугле | Жене: - Дати Чанд — 60 м |

## Резултати

### Мушкарци
| Атлетичар            | Дисциплина   | Лични рекорд | Финале       | Финале       | Детаљи |
| Атлетичар            | Дисциплина   | Лични рекорд | Резултат     | Место        | Детаљи |
| -------------------- | ------------ | ------------ | ------------ | ------------ | ------ |
| .Срешанкар           | Скок удаљ    | 8,26 о       | 7,92 НР, ЛР  | 7 / 14       |        |
| Тајиндерпал Синг Тор | Бацање кугле | 21,49 о      | Без пласмана | Без пласмана |        |

### Жене
| Атлетичарка | Дисциплина | Лични рекорд | Квалификације  | Квалификације | Полуфинале            | Полуфинале            | Финале                | Финале       | Детаљи |
| Атлетичарка | Дисциплина | Лични рекорд | Резултат       | Место         | Резултат              | Место                 | Резултат              | Место        | Детаљи |
| ----------- | ---------- | ------------ | -------------- | ------------- | --------------------- | --------------------- | --------------------- | ------------ | ------ |
| Дати Чанд   | 60 м       | 7,28         | 7,35(.342) ЛРС | 6. у гр. 6    | Није се квалификовала | Није се квалификовала | Није се квалификовала | 30 / 46 (47) |        |